# Maison Renaudie
La maison Renaudie est un immeuble de la fin du XIXe siècle situé à Brive-la-Gaillarde dans le département français de la Corrèze. Il est inscrit aux  Monuments historiques.

## Localisation
Situé dans le centre de la ville, à proximité de la collégiale Saint-Martin, l'immeuble fait l'angle entre la rue de la République (avec une entrée au no 47) et la rue du Lion-d'Or. Une petite ruelle reliant ses deux rues isole l'immeuble des autres bâtiments.

## Histoire
L'immeuble de trois étages fut construit entre 1891 et 1892 sur les plans d'un architecte de la ville, Henri Clapier, avec un rez-de-chaussée à usage commercial (initialement une pharmacie, aujourd'hui une boutique de vêtements) et trois étages résidentiels : les deux premiers carrés et le troisième étage attique, avec un balcon filant, reproduisant une des caractéristiques des immeubles hausmanniens de l'époque. L'angle est occupé par une rotonde qui concentre la décoration de l'immeuble.
Il est nommé d'après la dame Renaudie pour qui il a été construit. L'immeuble remplace une maison à pan de bois qui s'était partiellement effondrée en 1883. Sa façade et sa toiture sont inscrites aux monuments historiques depuis le 4 mars 2002.

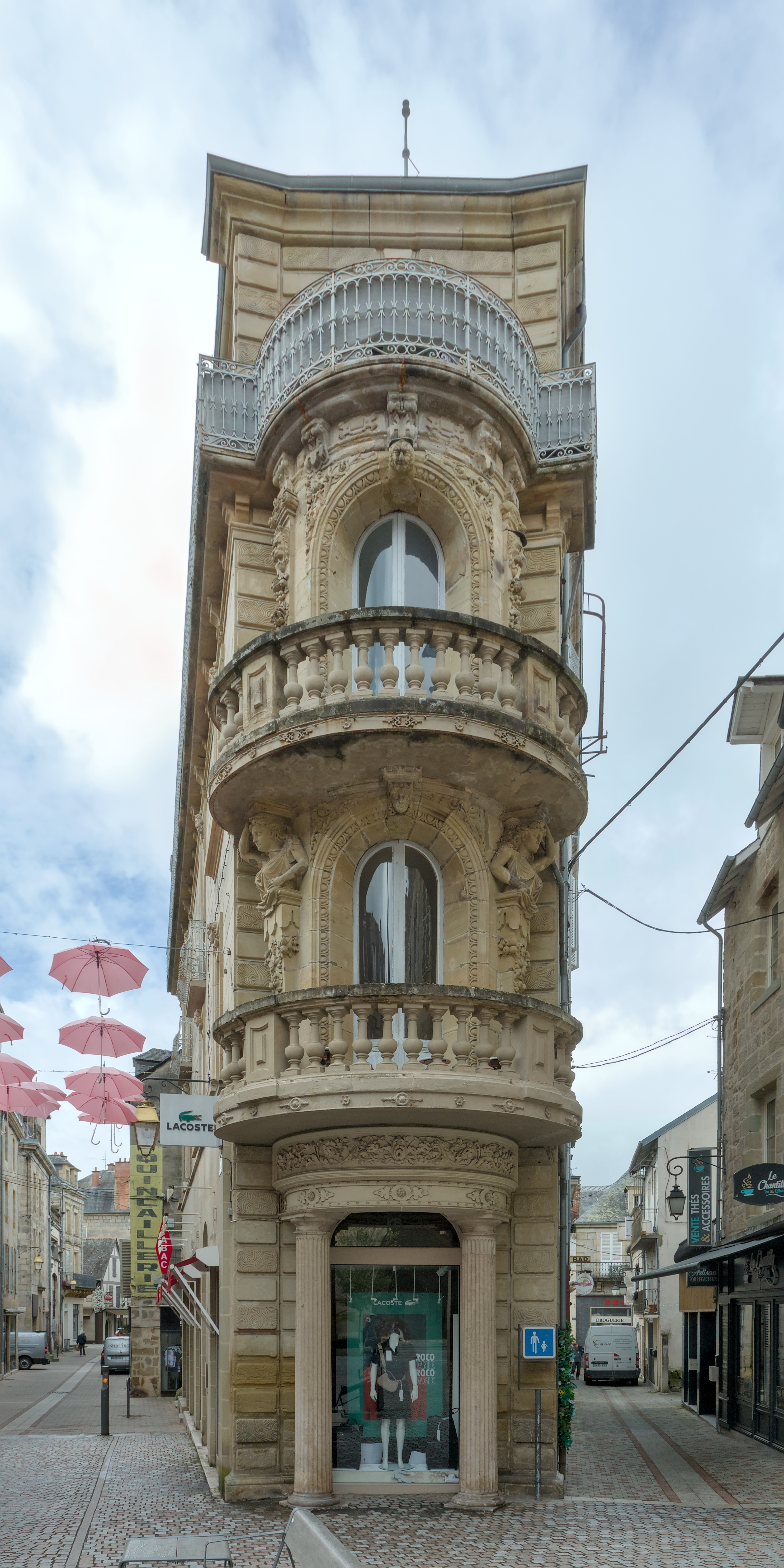
La maison, entre la rue de la République et la rue du Lion-d'Or.
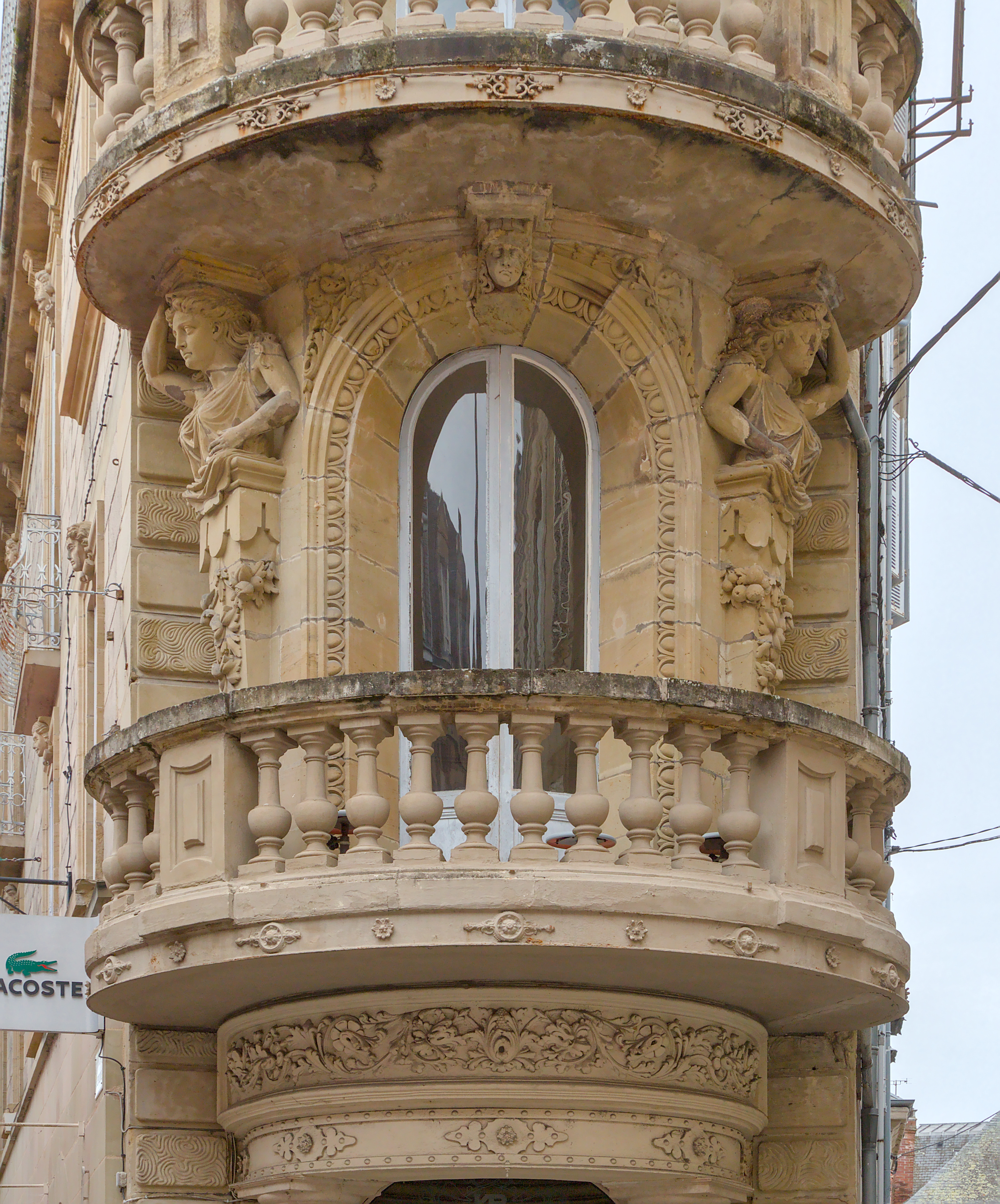
Le balcon du 1er étage.